# Christian Johansén
Christian Johansén, född 20 februari 1746 i Ystad, död 8 juli 1813 i Eskilstuna, var en svensk ståletsare, miniatyrmålare och swedenborgare. Han var systerson till Johan Fischerström.
Christian Johansén var son till rådmannen, gästgivaren och konterfejaren Christian Hieronymus Johanson och Hedvig Birgitta Fischerström. Han var 1759–1762 elev vid Ystads lärdomsskola och inskrevs därefter vid Lunds universitet. Av fadern hade Christian Johansén lärt sig att rita och måla och efter sina studier reste han 1765 till Stockholm och försörjde sig med porträttmåleri och ritningsarbeten. År 1766 tog han anställning som informator hos brukspatron Johan Halenius vid Tunafors bruk. Här fortsatte han med måleri, främst miniatyrmåleri. Under sin tid på Tunafors utförde han tre miniatyrporträtt som numera återfinns på Djurgårdsmuseet i Eskilstuna. Samtidigt lärde han sig att tillverka knivar och saxar, och uppmärksammades av Samuel Schröderstierna som övertalade honom att slå sig ned i Eskilstuna fristad 1776. Av Sven Rinman lärde han sig en ny teknik för att etsa och förgylla klingor och utföra andra damaskeringsarbeten, en konst han blev mycket skicklig i, och efter sin lärotid etablerade han sig som fabrikör i Eskilstuna. År 1779 blev han ståletsare i Eskilstuna fristad. Han blev särskilt känd för sin skicklighet att förgylla och färglägga stålarbeten. Av Rinman och hans hustru Catharina Odelstierna utförde Johansén två medaljongbilder.
Bland Johanséns elever märks Olof Heljestrand. År 1782 erhöll han Stora fristadsbyggningen som gåva. Johansén var 1793–1794 rådman i Eskilstuna.
Redan 1767 hade Johansén fått höra talas om Emanuel Swedenborgs läror, och 1770 besökte han honom i Stockholm. Åren 1780 och 1787 reste Johansén till Danmark för att där låta trycka förbjudna swedenborgska skrifter. Han gav anonymt ut skrifterna Grunder för ett vacklande förnuft 1786 och Bref til en vänn om den andliga verlden 1795. Johanssén stod i korrespondens med de flesta av Sveriges mer framstående swedenborgare, och en del av hans brev kom att tryckas i Samlingar för Philantroper 1787. Johan Henric Kellgren lustiggjorde sig över Johansén för hans tro på den animala magnetismen. Han ägde även ett betydande bibliotek.
På 1790-talet började Johansén drabbas av sjukdom och hans syn försämrades, 1796 beviljades han en årlig pension av kunglig majestät.